# Hrádek (Kutná Hora)
Hrádek v Kutné Hoře je původně gotická tvrz, která se nachází na terase nad údolím říčky Vrchlice. Počátkem patnáctého století byla přestavěna nejprve na hradní sídlo a poté na přelomu 15. a 16. století došlo k přestavbě hradu na patricijský palác. V 17. století Hrádek sloužil jako jezuitská škola. V roce 1966 byl zařazen mezi kulturní památky a od roku 1996 se zde nachází expozice Českého muzea stříbra.

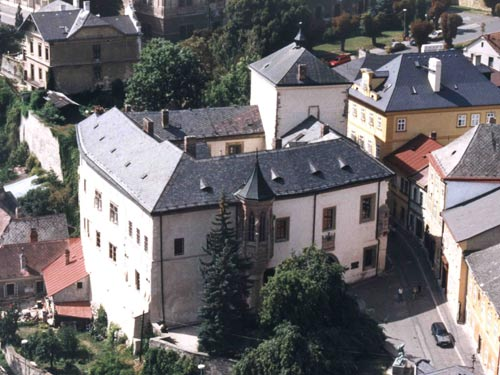
Letecký pohled

## Historie

### Založení
Předchůdcem dnešního Hrádku byla nevelká dřevěná tvrz založená na přelomu 13. a 14. století na jihozápadním okraji tehdejšího města. Měla zřejmě přispět k ochraně vznikajícího hornického sídliště od západu, které bylo snadno zranitelné z pláně, na níž dnes stojí Jezuitská kolej a Chrám svaté Barbory. První písemná zmínka o Hrádku pochází z roku 1312.

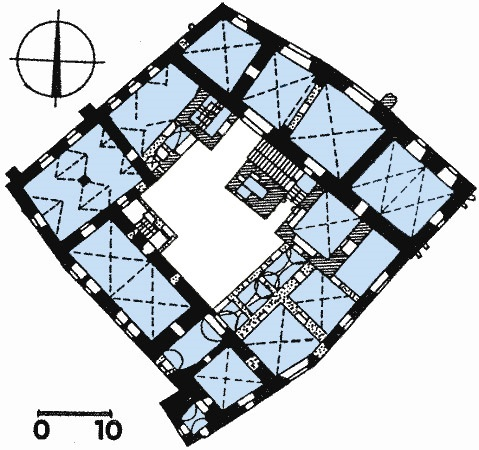
Půdorys přízemí

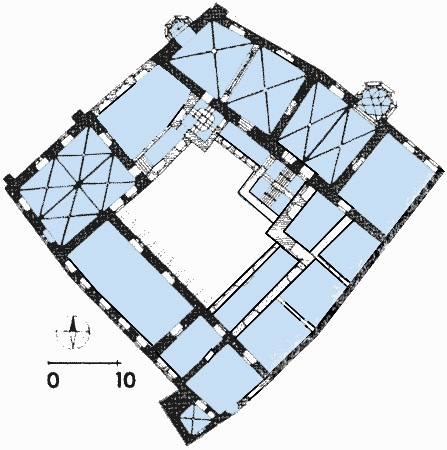
Půdorys prvního patra

### 15.–16. století
Na počátku 15. století byl majitelem Hrádku královský rychtář Václav z Donína. Ten v letech 1400–1420 přestavěl původní tvrz ve vrcholně gotické sídlo-hrádek, který se skládal ze dvou protilehlých obytných křídel hradu, spojených hradební zdí s přistavěnými hospodářskými budovami. Starší hranolová věž byla tehdy připojena k palácovém křídlu. Následně Hrádek vlastnily rodiny královských oblíbenců, úředníků královských i městských, rodiny zbohatlých rudokupců.
Nejvýznamnějším majitelem se stal proslulý obchodník s rudou a mědí a majitel dolů, Jan Smíšek z Vrchoviště, který nechal Hrádek poškozený za husitských válek koncem 15. století přestavět ze středověké tvrze na patricijský palác ve stylu vladislavské gotiky, s velkými sály, arkýři, kaplí,kdy byla použita výzdoba s hornickými motivy i již renesanční malované stropy.

### 17.–18. století
Ještě jednou byl Hrádek významně stavebně upraven roku 1620, kdy bylo postaveno patro jižního křídla. V roce 1684 byl Hrádek na žádost rektora jezuitské koleje prodán jezuitskému řádu. Jezuité zde o dva roky později zřídili seminář a následně i jezuitskou školu, která zde fungovala až do zrušení jezuitského řádu v roce 1773, poté zde sídlily další školy, mimo jiné i učitelský ústav ve kterém působil proslulý pedagog Adolf Lindner.

### 20. století
Počátkem 20. století byl Hrádek odkoupen městem, které chtělo památku rekonstruovat a zřídit zde muzeum. Tyto snahy zmařily světové války a rekonstrukce proběhla až v letech 1952–1959, po ní následovalo otevření hornického muzea, které bylo kvůli plánování další rekonstrukce po krátké době uzavřeno. Zamýšlená rekonstrukce byla provedena až v 90. letech (restaurace kamenických prvků, fresek a dřevěných stropů) a roku 1996 zde byla otevřena expozice Českého muzea stříbra. Ve sbírce muzea jsou uloženy rozsáhlé sbírkové soubory uměleckořemeslné, výtvarné, etnografické, ale především numismatické, geologické a unikátní exponáty z oboru hornictví, hutnictví a mincovnictví. Najdeme zde také bohatou muzejní knihovnu. Součástí muzea je i zachovalá středověká Štola svatého Jiří ze 14. století.

## Vývoj stavby

### Původní podoba Hrádku
Původně věžovitá tvrz stála na jihozápadním okraji tehdejšího města. Jádro Hrádku tehdy tvořila věž, z níž pocházejí některé zdi sklepů pod dnešní dvoupatrovou věží. V době svého vzniku byla věž z velké části dřevěná a k její přeměně v kamennou stavbu došlo až v polovině 14. století. K věži přiléhala obytná budova v místech dnešního západního křídla. Přístup k tvrzi byl od západu přes příkop a val městského opevnění, které zde tvořily též hlavní opevnění tvrze. Na jižní straně byl Hrádek chráněn strmým svahem do údolí Vrchlice, na východní a severní straně v místech dnešní Barborské ulice byl pravděpodobně opevněn proti městu.

### Podoba za Václava z Donína
Hlavní částí hradu byl těsně k městským hradbám přiléhající západní palác, jehož severní zakončení tvořila věž. Na západní straně, která byla nepřítelem snadno zranitelná, byly pouze větrací otvory. Dnešní okna tam byla prolomena až v 18. století, kdy Hrádek již ztratil obranný význam.
Z donínské úpravy prvního patra západního traktu se zachoval pouze tzv. rytířský sál v prvním patře věže, který představuje jeden z umělecky nejcennějších vrcholně gotických profánních prostorů v kutnohorské architektuře. Východní křídlo si zachovalo pouze obvodní zdi. Dnešní zaklenutí pochází až z pozdější úpravy. Hospodářské příslušenství Hrádku bylo v této době soustředěno při severní hradbě, jižní stranu nádvoří uzavírala pouze hradební zeď. Přístup do místností prvního patra byl zajištěn schodištěm, umístěným v přístavku v jihovýchodním rohu nádvoří, a potom po dřevěných pavlačích, které obklopovaly celé nádvoří, z nichž se na západní straně zachovaly krakorce. Úpravy byly dokončeny na počátku husitských válek. Osudy Hrádku v neklidné době válek nejsou známy a ddalší informace jsou teprve z roku 1460, kdy jako odúmrť po Anežce z Donína, dceři Václava z Donína, připadl městu Kutné Hoře.

### Podoba Hrádku za Jana Smíška z Vrchoviště
Věž byla kryta vysokou valbovou střechou, ostatní budovy měly vysoké sedlové střechy. K malebnosti nově vybudovaného městského paláce přispívalo i to, že střechy byly kryty různobarevnými lesklými taškami. Prostranství před východním vstupním křídlem bylo odděleno od města nevysokou hradební zdí, která se zachovala až do konce 19. století. Tato zeď však již neměla obranný charakter, nýbrž vytvářela jen uzavřený prostor před vlastním vstupem do Hrádku a tvořila tak jakési vstupní nádvoří. Na západní straně Hrádku při městských hradbách vznikla zahrada, patřící k západnímu obytnému křídlu. I při založení zahrady se projevily renesanční vlivy. V souvislosti s přetvořením Hrádku v honosné patricijské obydlí zaniklo i původní opevnění. Ještě před úplným dokončením Hrádku Jan Smíšek v roce 1501 zemřel a Hrádek zdědil jeho syn Kryštof Smíšek.

### 17. století
Při úpravě interiéru pro potřeby jezuitské školy v 17. století došlo k zakrytí nebo i odstranění některých pozdně gotických kleneb, byl zakryt kazetový strop v západním křídle, v jednotlivých místnostech byly vybudovány nové příčky, změněno původní rozložení oken, byly odstraňovány různé architektonické prvky.

### 18.–20. století
Po zrušení jezuitského řádu v roce 1773 byla budova upravena pro účely hlavní školy. Při úpravách v této době byly odstraněny poslední zbytky dřevěných pavlačí v nádvoří a propojení interiérů bylo provedeno nově prolomenými vchody uvnitř budovy. Menší úpravy budovy byly prováděny v roce 1830 a v letech 1859–1861. V době přeměny Hrádku na školu byly odstraněny původní vysoké střechy a nahrazeny dnešním nízkým zastřešením.
Roku 1910 odkupuje od Učitelského ústavu uprázdněnou budovu město Kutná Hora a začíná provádět drobné opravy. K první větší opravě Hrádku však došlo až v letech 1954–1961, kdy v interiéru byly odstraněny některé nevhodné zásahy z doby školního využití budovy, byly odkryty původní stropy a provedena odborná konzervace jednotlivých architektonických prvků a objevených nástěnných maleb.
V 90. letech 20. století proběhla generální rekonstrukce Hrádku a to včetně restaurování kamenických prvků, fresek a dřevěných stropů.

## Architektonický popis

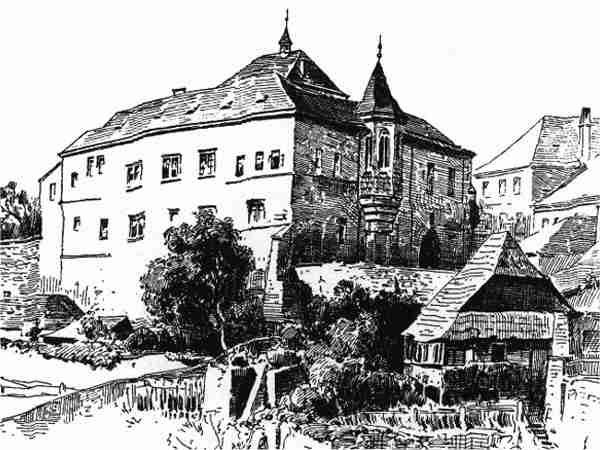
Pohled od východu, kresba K. Liebschera

### Exteriér
Vysoké stavení na způsob pravého hrádku se vypíná nad údolím, kudy se proplétá řeka Vrchlice a na první pohled splývá s ostatní městskou zástavbou. Zatímco vnější ráz stavby je ještě spíše gotický, v interiéru byly použity i prvky renesance.
V jihozápadním rohu se vypíná věž, s dříve vysokou sedlovou střechou, dnes nahrazenou nízkým zastřešením, které je gotickému charakteru budovy cizí.
Reprezentační poslání místností prvního patra východního křídla je zdůrazněno vybudováním dvou arkýřů. Na severovýchodním rohu stojí arkýř na mohutném, postupně se rozšiřujícím sloupu. Tento arkýř náležel ke kapli. Arkýř má pět souměrně rozložených štíhlých gotických oken s jednoduchými kružbami trojího druhu. Druhý arkýř se nachází na západní straně směrem do ulice a stojí též na sloupu, na kterém se kroutí mohutné pruty. Hlavice sloupu je ozdobena ornamentem, jehož prvky jsou vzaty z motivů zvířecích (lev), květinových (bodlák) a figurálních (putti) a bohatě spojeny páskami a proplétajícími se listy. Tento arkýř je určený pro vyhlídku a je velice jednoduchý s obdélnými okny. Kamenná střecha arkýře je původní.

### Interiér
Při přestavbě za Jana Smíška z Vrchovišť v 15. století byla většina místností zaklenuta gotickou křížovou žebrovou klenbou v jejíchž svornících se často opakuje motiv znaku Jana Smíška. Na východní straně v prvním poschodí bývala chodba, která byla při opravách roku 1861 zazděna. Pod ní je možné rozeznat též zazděnou chodbu s dvěma oblouky a pevným hrubým sloupem. V horním poschodí bývaly velké sklenuté světnice, kde pobýval pan domácí. Dnes jsou tyto veliké místnosti rozděleny příčkami. Interier celého objektu je nyní podřízen požadavkům pro provoz Muzea stříbra.
Kaple svatého Václava je klenuta síťovitě členěnou klenbou, jejíž žebra vybíhají z jednoduchých přípor ukončených na podokenní římse. Na místě svorníku se nachází jediný plně dochovaný znak Jana Smíška z Vrchovišť. V kapli jsou zachovány původní nástěnné malby s náboženskými motivy pocházející z období před rokem 1504. Pět gotických oken osvětluje kapli, jejichž rohy zdobí erby hašplířský, erb lva, jednorožec Smíškův, erb kverkův a erb pregéřův.
Rytířský sál byl vybudován v původní obytné věži, jejíž půdorys – nepravidelný obdélník – musel respektovat. Je sklenut čtyřmi poli žebrové čtvercové křížové klenby, která jsou nesena štíhlým lehkým středním sloupem s gotickou patkou, ale žádnou hlavicí, neboť 8 žeber vybíhá přímo ze sloupového dříku. Celý prostor působí vzdušně, lehce a elegantně. Svorníky jsou kruhové a hladké. Osvětlení síně je zajištěno třemi obdélnými okny směřujícími do zahrady a do ulice. Sál byl vybudován jako reprezentační prostor majitele Hrádku. Ve velké síni v prvním patře se nachází malovaný raně renesanční kazetový strop datovaný rokem 1493, který navozuje dojem honosných zámeckých síní a napovídá na spojení s architekturou královského hradu v v Budíně. Lemován je vlysem s rostlinnými dekorativními motivy.

## Galerie

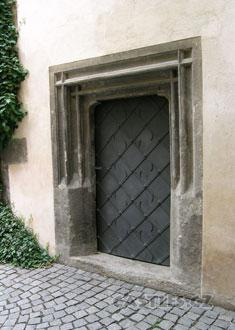
Pozdně gotický portál v nádvoří
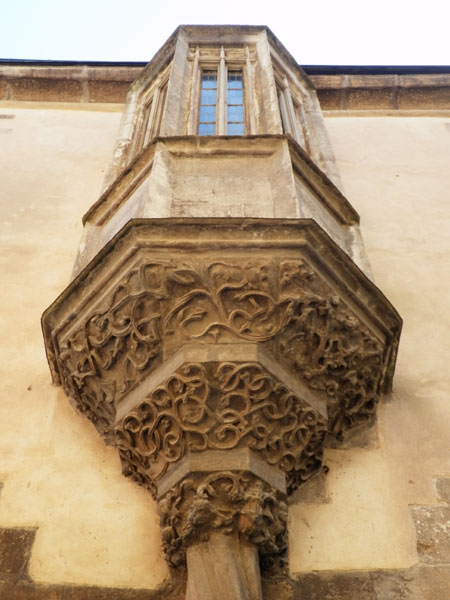
Detail arkýře na severozápadní straně
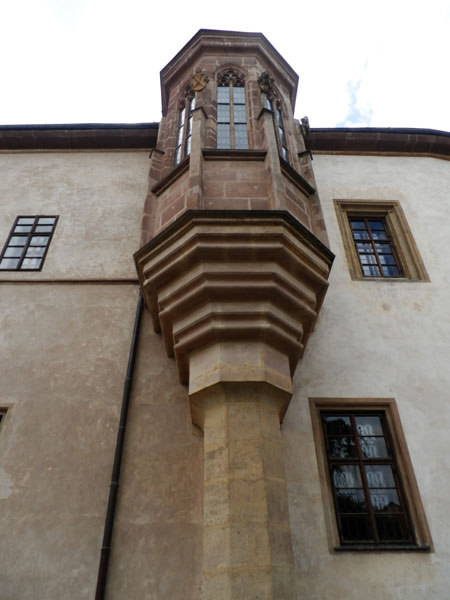
Detail severovýchodního arkýře
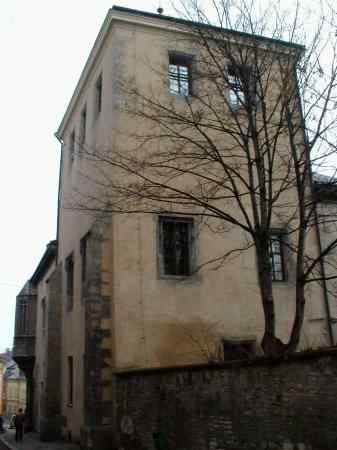
Západní věž
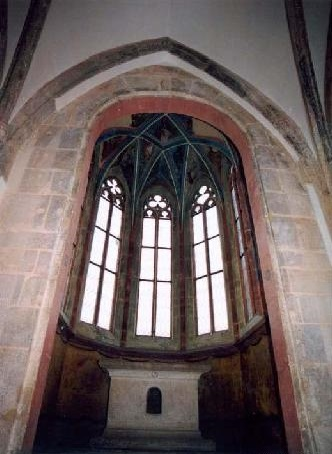
Kaple svatého Václava s gotickou menzou